# Glacier Kwong
Glacier Chung Ching Kwong (Hong Kong, 11 de julio de 1996), es una activista política hongkonesa.
Tras haber sido muy activa en las protestas contra la Ley de Seguridad Nacional de Hong Kong, decidió autoexiliarse en Alemania, donde es candidata doctoral en la Universidad de Hamburgo y desde donde dirige y coordina las campañas de Hong Kong de la Alianza Interparlamentaria de China.

## Biografía
Kwong nació en el Hong Kong británico el 11 de julio de 1996 y, como muchos hongkoneses recibió un nombre en inglés, Glacier, y un nombre en chino cantonés, Chung Ching.
Glacier Kwong se convirtió en estudiante de la Universidad de Hong Kong, periodo en el que participó en la conocida como Revolución de los Paraguas de 2014. Por esta participación, recibió una invitación del Parlamento del Reino Unido para dar una charla, pero su familia, que no se había negado a su participación en las protestas, no le permitió viajar al Reino Unido porque ese acto era «demasiado político».
Kwon se trasladó a Hamburgo (Alemania) para estudiar una maestría en su universidad. Allí trabajó con el grupo local «Wir für Hongkong» (en alemán: Nosotros por Hong Kong) para crear un grupo de presión en el Bundestag y que éste sancionase a la República Popular China. 
En 2019 acompañó a Joshua Wong en su viaje por varios países para recabar apoyos para las masivas manifestaciones que habían comenzado en Hong Kong a raíz del anuncio de la Ley de Seguridad Nacional de Hong Kong.
Como resultado de su participación en Wir für Hongkong y los viajes, Kwon recibió amenazas y avisos de que sería detenida si pisaba Hong Kong debido a la nueva ley de seguridad.
En 2021 Kwon se convirtió en una de las hongkonesas autoexiliadas que en marzo de 2021 lanzaron la Carta de Hong Kong de 2021 (en inglés: 2021 Hong Kong Charter; en chino: 2021香港約章), una declaración de la diáspora hongkonesa sobre sus aspiraciones culturales y políticas.